# Haiku
Et haiku får sin kraft fra det intuitive eller følelsesmæssige spring hen over gabet mellem digtets to dele, et gab hvor noget med vilje er udeladt. [...] Kunsten at skrive haiku er kunsten at skabe dette gab, udelade noget, men dvæle ved den fremkomne åbning, som deler et haiku i sine to livfulde dele.
I klassisk japansk haikudigtning har man et indforstået vokabularium, hvor en japansk læser automatisk 'oversætter' bestemte billeder som værende udtryk for en bestemt årstid og dens vejrligs karakteristika. Den slags har vi ikke, når vi skriver haiku på dansk. Her må man nøjes med at være bogstavelig, når man begiver sig ud i årstiderne.
Haiku (俳句  lyt ?) er en japansk lyrikform med strenge formkriterier. På japansk betyder haiku 'spøgefuldt vers'. Traditionelle haiku består af tre linjer med 17 mora (en form for stavelser, på japansk kaldet on) i et 5-7-5 mønster, et kireji, eller "klippeord", og et kigo, om årstider. Lignende japansk lyrik, som ikke helt følger disse regler, kaldes normalt senryū.
Haiku-digtningen opstod i 1600-tallets Japan, i Edo-perioden, og fra denne tid er en af de mest kendte digtere Matsuo Basho. De første haiku stod som indledning til en længere japansk digtform kaldet renga. Disse begyndelses-strofer kaldtes hokku, og efterhånden begyndte man at lade dem stå alene. Navnet haiku fik de i slutningen af 1800-tallet af den japanske forfatter Masaoka Shiki.
Inden for moderne japansk haiku (現代俳句 gendai-haiku) afviger man af og til fra kriterierne, en udvikling som begyndte med digteren Ogiwara Seisensui (1884-1976), som hverken holdt sig til 5-7-5 mønsteret eller reglen om årstider.
I dag har haiku-digtning spredt sig til mange lande, og man følger sjældent slavisk de strenge japanske formkriterier. I Japan skrives et haiku oftest på én (lodret) linje, mens man andre steder gerne benytter tre linjer.

## Opbygning
Et japansk haiku er ikke som i Vesten baseret på stavelser, men på mora, samlet i tre ordgrupper, af formen 5-7-5 mora (på japansk on), som skrives på en lodret linje. Et japansk on er ofte kortere og bærer mindre semantisk information end en stavelse kendt fra europæiske sprog. Fx har "Stockholm" to stavelser, men seks mora. De 17 japanske on i et haiku svarer på tysk omtrent til 10-14 stavelser, og i europæisk haiku-digtning benyttes derfor efterhånden ofte færre end 17 stavelser,  men de præcise regler diskuteres stadig, af fx Vicente Haya eller Jaime Lorente. Europæiske haiku skrives oftest på tre linjer, én til hver ordgruppe.
Skemaet viser fordelingen af de fem on i ordgruppen nippon wa fra et haiku (hvor de fem on svarer til tre europæiske stavelser):
| Hiragana | に | っ | ぽ | ん | は |
| Latinsk  | Ni | p  | po | n  | wa |

Et haiku skal gerne beskrive noget konkret og nutidigt, samt referere til en årstid. Kendetegnende er desuden, at teksten har et ufærdigt præg, så at det er op til læseren selv at finde meningen, ud fra de ting som nævnes og disses sammenhæng.
Haikudigte beskriver dybe stemninger med få ord og beskriver lyde, syn eller følelser på en højst simpel måde ved brug af meget få ord. Det er disse forhold, der gør haiku-digte så utroligt dybe og på samme tid simple.[kilde mangler]

## Påvirkning fra zenbuddhisme
Buddhismen kom til Japan i 1100-tallet, og her blev den efterhånden meget udbredt, i sin særlige japanske form, zen. Gennem zen kan man opnå en tilstand af personlig oplysning, satori, ved at undgå vrangforestillinger og sansebedrag, ikke mindst som de kommer til udtryk gennem sproget. For zen-munkene var det derfor vigtigt at gøre sproget enkelt, både i tale og skrift, samtidig med at de betonede det intuitive på bekostning af logisk argumentation, fx ved at stille deres disciple koan, spørgsmål som ikke kan besvares på rationel vis, så at disciplen tvinges til at svare på en anden måde.
I haiku-digtning drejer det sig, som i zen, om at opnå den fulde indlevelse i hvert enkelt øjeblik, ved at møde det med et klart og åbent sind og en ren ånd. I japansk naturdyrkelse indtager månen og kirsebærblomsten hver deres særstilling, med månens kredsløb som symbol på det evige og kirsebærblomsten som symbol på det korte og forgængelige. Et godt haiku kan opfattes som et svar på et sådant koan, med sin paradoksale sammenstilling af ideal og virkelighed, eller af det evige og det forgængelige.

## Eksempler

### Japanske
Et af de kendteste haiku er Bashōs "gamle dam":
古池や蛙飛び込む水の音 (kanji)

ふるいけやかわずとびこむみずのおと (hiragana)

furu ike ya kawazu tobikomu mizu no oto
Engelsk oversættelse:
old pond

frog leaps in

water's sound
Dansk oversættelse:
En gammel dam
En frø springer
Plask
Anden dansk oversættelse:
Den gamle dam –
en frø springer i –
lyden af vand
Fordelingen på on er således:
fu-ru-i-ke ya (5)

ka-wa-zu to-bi-ko-mu (7)

mi-zu-no-o-to (5)

Et andet haiku af Bashō:
初しぐれ猿も小蓑をほしげ也

はつしぐれさるもこみのをほしげなり

hatsu shigure saru mo komino o hoshige nari
Oversættelse til dansk:
Første vinterregn –

selv aben ønsker sig vist

et lille regnslag

Fordelingen på on er således:
ha-tsu shi-gu-re (5)

sa-ru mo ko-mi-no o (7)

ho-shi-ge na-ri (5)

I dette haiku af Bashō afviger han fra mønsteret med 5-7-5 on, idet der her er 18 on i et 6-7-5 mønster ("ō" eller おう svarer til to on).
富士の風や扇にのせて江戸土産

ふじのかぜやおうぎにのせてえどみやげ

Fuji no kaze ya ōgi ni nosete Edo miyage
Oversat til engelsk:
the wind of Fuji

I've brought on my fan

a gift from Edo
Fordelingen på on er således:
fu-ji no ka-ze ya (6)

o-u-gi ni no-se-te (7)

e-do mi-ya-ge (5)

Dette haiku af Issa viser, at 17 japanske on ikke altid svarer til 17 engelske stavelser ("nan" svarer til to on og "nonda" til tre).
江戸の雨何石呑んだ時鳥

えどのあめなんごくのんだほととぎす

Edo no ame nan goku nonda hototogisu
Oversat til engelsk:
of Edo's rain

how many mouthful did you drink,

cuckoo?

Fordelingen på on er således:
e-do no a-me (5)

na-n go-ku no-n-da (7)

ho-to-to-gi-su (5)

### Skandinaviske
Kim Skotte har i sin bog 365 - et år i haiku skrevet et haiku til hver dag i året 2018, alle med 5-7-5 stavelser. Her eksempler::11,62,87,110,142,174,228,243,265,274,309,353,362,374 
| Billygter i kø morgenrøde rubiner byens smykkeskrin Skoven tyst og kold ravnens solitære ra jeg holder vejret Et mørkegult næb solsort bader i pytten så ser den på mig Vindstød i knaldsol isen smelter på polen klirrer i mit glas Mælkehvid morgen hendes huds bløde landskab fingerspidskontakt | Orange skumring sortfugles hæse nattræ dagens tæppefald Fjerne rejsende et flys flænge i himlen lydløs ravage Et glas med koldt vand det rene ingentings fest klodens mirakel Vådt glinsende sten havet slikker byens køn rød Mars ser olmt på Skodderne åbnes luften ånder lettet op tordenen forbi | Lytter du nøje har stilhed sin egen lyd det lydløses lyd Sprød blå havhimmel hver morgen står ordet op det starter forfra Næsten ingenting vandet i glasset er rent dagen er skænket Storbyens brænding kirkeskib fra fortiden kølvandet suger |

Den svenske FN-generalsekretær Dag Hammarskiölds efterladte personlige optegnelser, udgivet posthumt, indeholder mange trelinjede haiku. Her et udvalg fra den danske oversættelse::166-174 
| Træerne gisper. Stilhed. En dråbe furer tvivlsomt rudens mørke. Grå snesjap. Varm hestemøg. Gårdene ryster sig morgensure. Smeltevandsbæk under påskehimlen. Aften. Martsviol på bord. Gråt lav. Røde bær Slag mod strandens harpestreng. Tyst - lommen sover! | Dreng i skoven. Kastende søndagstøjet leger han nøgen. Springvandet spiller. Blandt hvide pæoner jager gravehvepsen. Sorte stjerneskud. Svalers skrig gjalder når de parres i rummet. Nordsangerens første trille. henover bleg is smelter rummet. | Påskeliljens kalk dugvåd. Dråben tøver mellem jord og himmel. Natlimurt, vildrose -. Pindsvindet gik vagt om det sovende slot. Brødduft. Hverdagsord. Lyset falmet i sneens hvirvlende aske. Stejle svenske bakker. Foran kusken damped svedig hesteryg. |

samt 3 eksempler i engelsk oversættelse:
| The Easter-lily's dew-wet calyx. Drops pausing Between earth and sky.:150 | They laid the blame on him. He didn't know what it was, But he confessed it.:152 | Trees quiver in the wind, Sailing on a sea of mist Out of earshot.:157 |

## Historie

### Fra hokku til haiku
De gamle japanske digtformer renga og renku (sidstnævnte også kaldet haikai no renga) indledes med et lille vers kaldet hokku. P.g.a. sin placering forrest blev hokku-verset toneangivende for hele digtet. Selvom de derfor nogle gange blev gengivet alene, blev hokku altid opfattet som en del af renku. På Matsuo Bashōs tid i sidste halvdel af 1600-tallet begyndte man oftere at lade hokku-verset stå alene, eller kombinerede det under navnet haibun med prosa, eller under navnet haiga med maleri. Ca. 200 år senere begyndte digteren Masaoka Shiki (1867–1902) at kalde selvstændige hokku-vers for haiku, og i dag bruges denne betegnelse om sådanne selvstændige vers, uanset hvornår de er skrevet, mens betegnelsen hokku anses for forældet.

### Bashō
I 1600-tallet var det især de to digtere Matsuo Bashō (1644–1694) og Uejima Onitsura (1661–1738), der gjorde denne digtning populær. Kredsen omkring Bashō brugte hyppigt selvstændige hokku i deres antologier, hvilket var begyndelsen til vor tids haiku. Bashō brugte også hokku som omdrejningspunkter eller bindeled mellem prosatekststykker i sine skitser og rejsedagbøger. Denne slags haikai kaldes haibun. Bashōs kendteste værk er rejseskildringen Oku no Hosomichi, på engelsk Narrow Roads to the Interior, som regnes som en klassiker inden for japansk litteratur og adskillige gange er oversat til engelsk.
Hundrede år efter sin død blev Bashō stadig dyrket som en gud af både det kejserlige styre og shinto-præsteskabet, fordi han løftede haikai-genren fra at være en vittig leg med ord til at blive sublim poesi. Han er i dag verdenskendt og æres stadig i Japan som digtningens skytshelgen.

### Buson
Omtrent et århundrede efter Bashōs død udviklede Yosa Buson (1716–1783) og flere andre en ny haikai-genre, kaldet tenmai-stilen. Buson var en mester inden for haiga, som kombinerer maleri med haiku eller haikai. Hans talent ses i måden han snarere malede end skrev sine haiku.

### Issa
Endnu et århundrede skulle gå, førend en ny, meget individualistisk og samtidig humanistisk haiku-stil dukkede op, med Kobayashi Issa (1763–1827), hvis elendige barndom, fattige og triste liv, og stærke buddhistiske tro er åbenlys i hans digtning. Issa gjorde haiku tilgængelig for et bredere publikum.[kilde mangler]

### Shiki
Masaoka Shiki (1867–1902) skulle komme til at reformere og modernisere haiku-digtningen. Som skribent var han uhyre produktiv, trods lange perioder med kronisk sygdom. Shiki tog afstand fra sin tids i hans øjne stereotype haikai-digtere, som nedsættende blev omtalt som tsukinami, eller 'månedlig' (i den overførte betydning fortærsket), med reference til de møder, de i slutningen af 1800-tallet holdt en eller to gange om måneden. Shiki var også kritisk over for den gamle Bashō.[kilde mangler]
Ligesom mange af datidens intellektuelle japanere var Shiki stærkt præget af vestlig kultur og tankegang. Han holdt af Busons malede haiga-stil og var optaget af europæisk plein air maleri, som han indarbejdede i en særlig slags haiku, kaldet shasei (写生, "skitser fra livet"), som fungerede som naturskitser i ord. Han udbredte sin tilgang til haiku gennem digte og essays i aviser.[kilde mangler]
Helt op i Shikis tid blev hokku, selv når de stod alene, skrevet som en del af et renku, af en gruppe af skribenter. Shiki forlod med sin nye skrivemåde denne kollektive tilgang til digtningen, og som agnostiker fjernede han også den buddhistiske indflydelse. Endelig forkastede han betegnelsen hokku til fordel for det nye haiku, en forkortelse af "haikai no ku" i betydningen 'et haikai-vers', omend denne betegnelse, med omtrent samme betydning, allerede havde to århundreder på bagen.[kilde mangler] Siden da er betegnelsen "haiku" blevet brugt, både i og uden for Japan, om ethvert selvstændigt haiku-digt, uanset alder. Shikis modernisering blev et hårdt slag for de gamle renku- og haikai-skoler. Betegnelsen "hokku" bruges nu mest i den oprindelige betydning om begyndelsesverset i et renku, og sjældent om selvstændige haiku fra før Shikis tid.[kilde mangler]